# Charles Lebègue
Charles Félicien Lebègue (* 3. November 1871; † unbekannt) war ein belgischer Sportschütze.
Er nahm bei den Olympischen Sommerspielen 1900 sowohl im Einzel- als auch im Mannschaftswettbewerb im Armeerevolver über 50 m teil. Im Einzel belegte er mit 318 Punkten den 19. und damit vorletzten Platz. Im Mannschaftsbewerb, der sich aus den addierten Ergebnissen der fünf Einzelteilnehmer ergab, belegte er mit seinen Teamkollegen Pierre Eichhorn, Victor Robert, Alban Rooman und Émile Thèves mit insgesamt 1823 Punkten den 4. und damit letzten Platz.